# Alburquerque (Bohol)
Alburquerque ist eine philippinische Stadtgemeinde im Südwesten der Provinz Bohol mit 10.540 Einwohnern (Zensus 1. August 2015).
Der Ort hatte zunächst den Namen Segunto und gehörte zur Gemeinde Baclayon. Am 9. Juni 1868 dann wurde nach einem Erlass des Generalgouverneurs Jose de la Gandara eine eigenständige Stadtgemeinde gegründet und der Name in Alburquerque geändert. Benannt wurde die Gemeinde nach einer gleichnamigen Stadt im heutigen New Mexico, welche wiederum ihren Namen nach dem damaligen Vizekönig Neuspaniens Fernández de la Cueva, achter Herzog von Alburquerque, erhielt. Die Boholanos nennen die Stadt nur kurz Albur. 

## Barangays
Alburquerque ist politisch in 11 Baranggays unterteilt.
| - Bahi - Basacdacu - Cantiguib - Dangay - East Poblacion - Ponong - San Agustin - Santa Filomena - Tagbuane - Toril - West Poblacion |

## Bilder

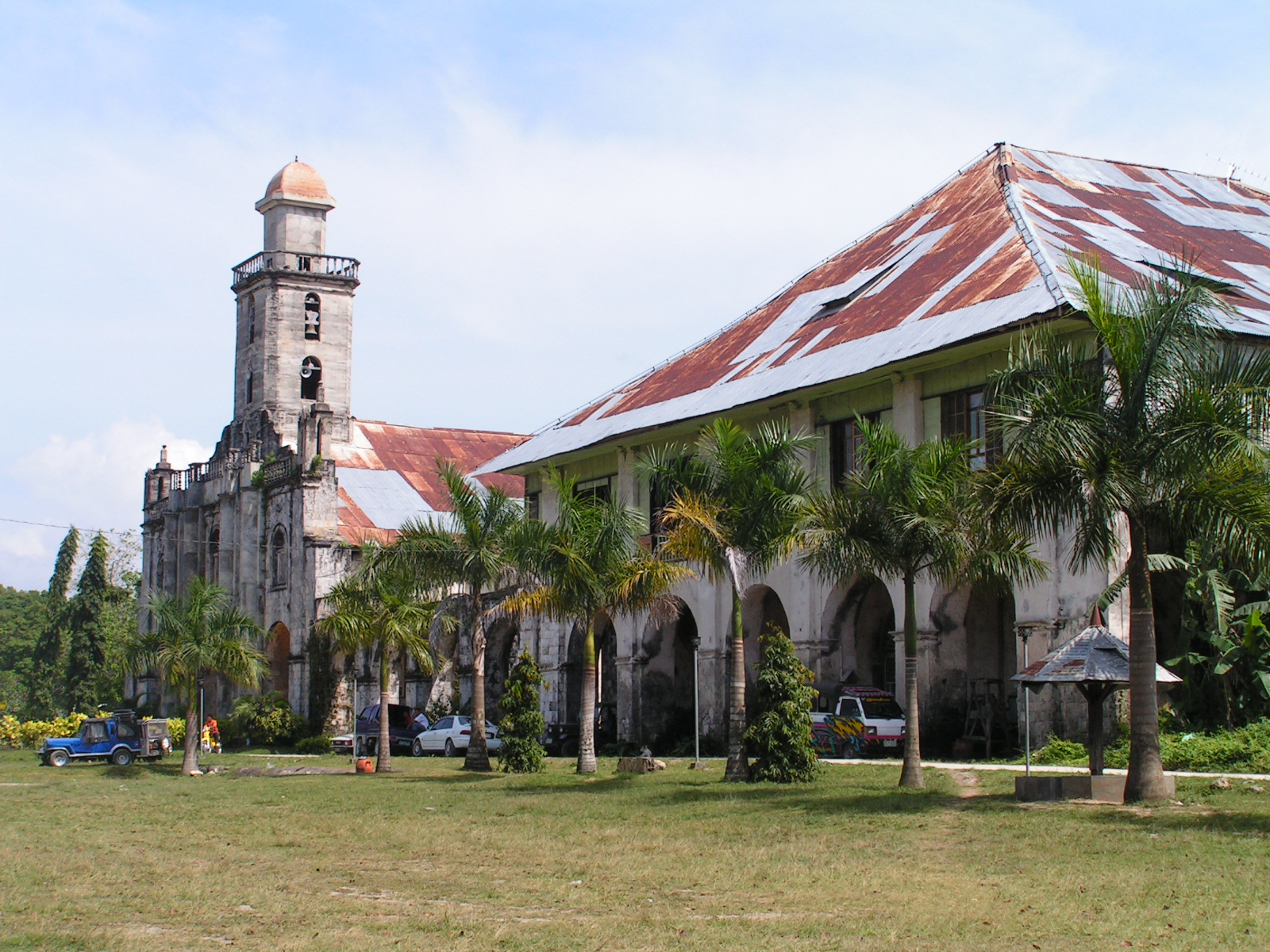
Kirche in Alburquerque
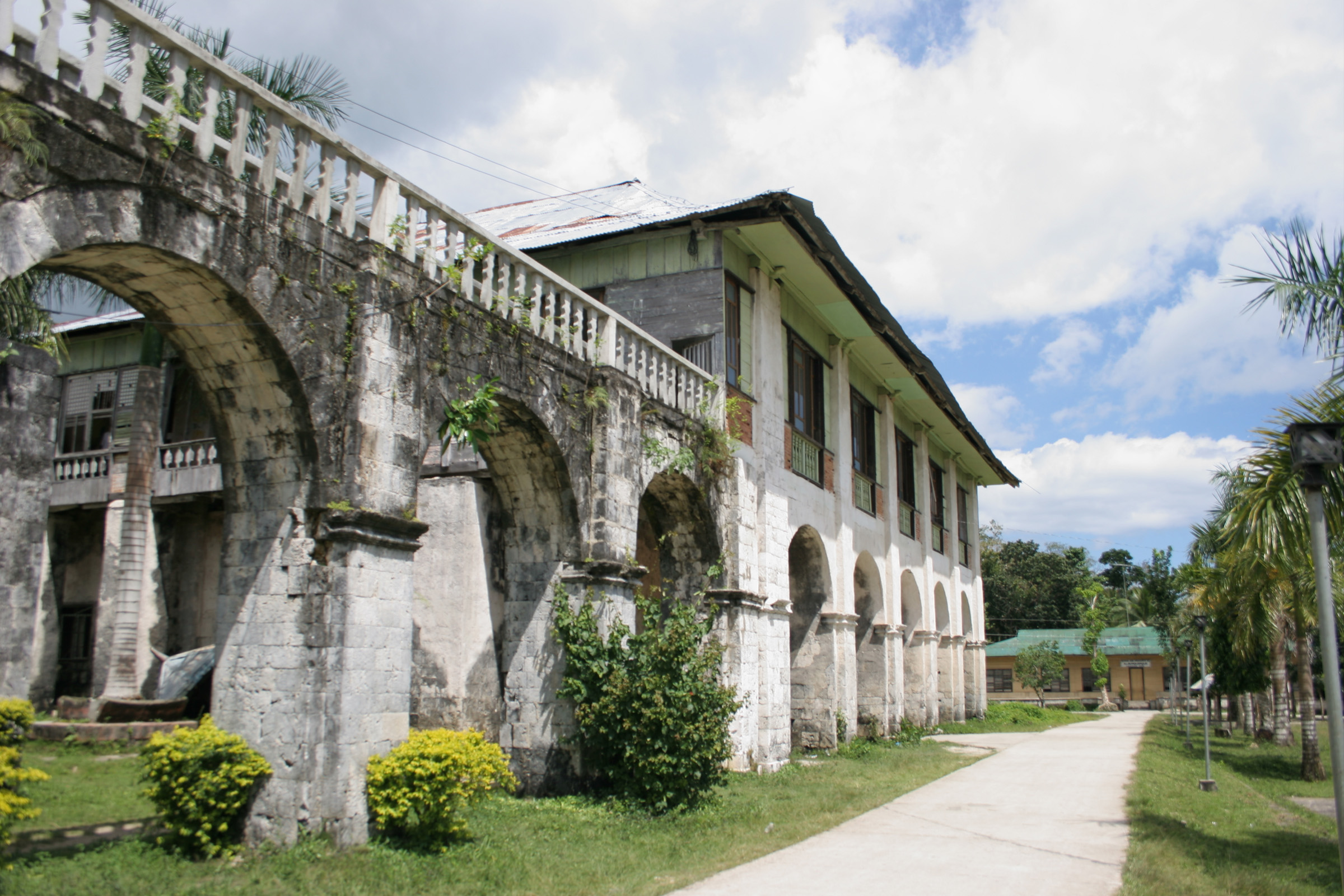
Kloster Santa Monica
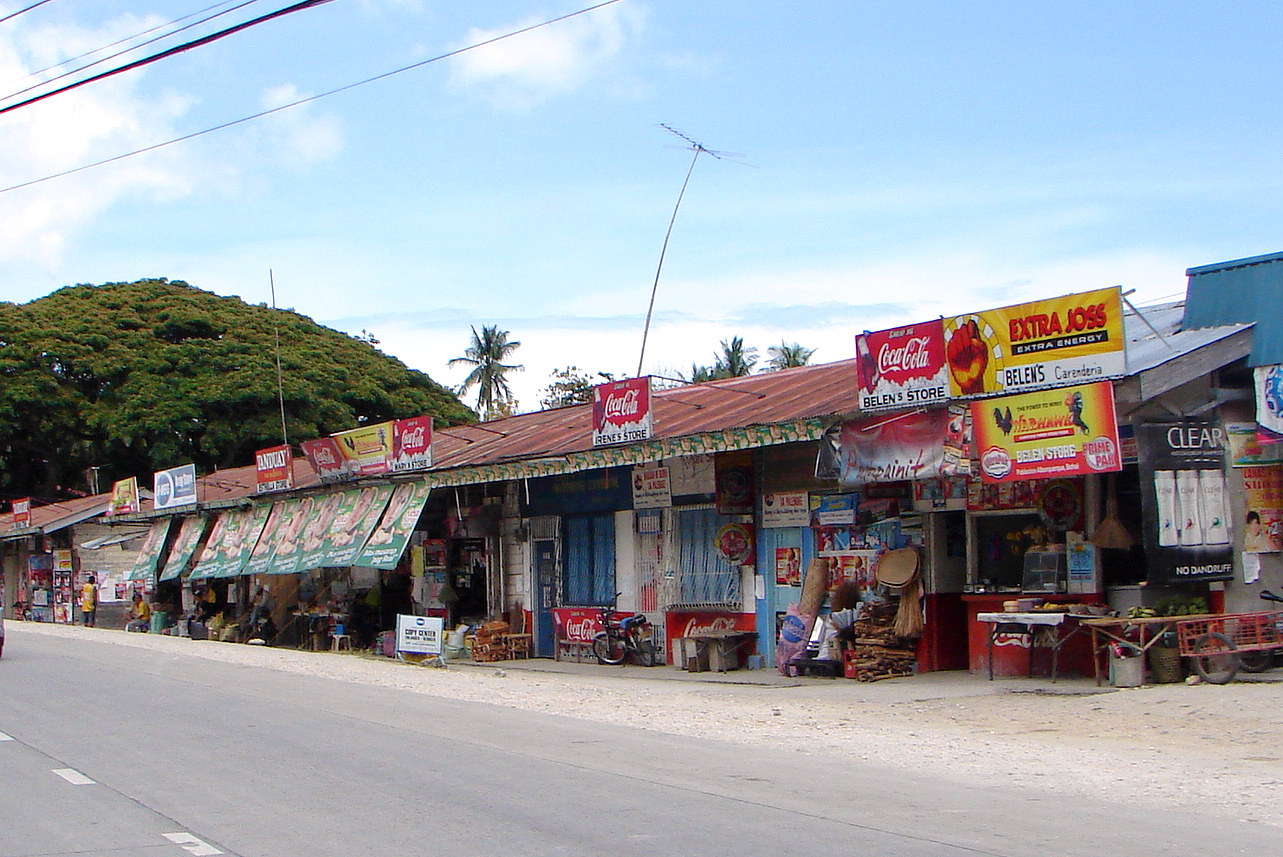
Sari-sari Läden entlang der Straße